# Pseudochirops albertisii
Pseudochirops albertisii là một loài động vật có vú trong họ Pseudocheiridae, bộ Hai răng cửa. Loài này được Peters mô tả năm 1874.